# Smutsia temminckii
Manis temmincki (Панґолін Темінка) — вид панголінів. Діапазон поширення охоплює значну частину територій південної і східної Африки. Цей, головним чином солітарний, наземний вид, присутній в лісистих і саванових місцевостях, часто з густим підліском, а також на заплавних луках. Діапазон поширення багато в чому визначається кількістю мурах і термітів кількох певних типів. Може трапитись і на оброблюваних площах.

## Морфологія
Manis temmincki не має зубів. Це середнього розміру ссавець з видовженим, обтічним тілом і анатомічними пристосуваннями для добування й поїдання мурах і термітів. Голова невелика і конусоподібна, переходить у товще обтічне тіло без помітної шиї. Великі (2–5 см) заокруглені жовто-коричневі луски, зроблені із сплавленого волосся, вкриває зовнішні й бічні поверхні, обидві сторони хвоста, і зовнішні поверхні лап. Нижня частини голови і тулуба і внутрішні частини лап вкриті рідким волоссям. Коли Manis temmincki скручується задля оборони, тільки гострі луски виставляються хижакові. 
Передні лапи сильні з довгими, міцними пазурами, схожими на лапи мурахоїдів Південної Америки. Центральні три кігті передніх лап до 5 см в довжину і призначені роздирати гнізда мурахів і термітів і рити нори. Задні лапи коротші і товщі передніх лап і мають короткі кігті. Всі кінцівки мають п'ять пальців. Хвіст товстий, із заокругленою спинною поверхнею і плоскою нижньою поверхнею, чіпкий, і дуже м'язистий.
Самці більші за самиць. Маса 36 дорослих особин із Зімбабве: 4.6–10.09 кг для самиць і 10.7–15.9 кг для самців. Виміри (мм) для дорослих самиць і самців, відповідно: довжина голови й тіла, 447–470, 495–550; довжина хвоста, 395–420, 438–520. Є повідомлення, що в Судані самці Manis temmincki важать до 27.3 кг.
Manis lemmincki має анатомічні особливості спеціалізовані для споживання мурах і термітів. Невеликий рот беззубий із заокругленими тонкими щелепами. М. temmincki ковтає мурах і термітів довгим (25–40 см), тонким (5 мм) конусоподібним язиком, злегка приплюснутим до кінця. Язик простягається на 10–15 см позаду губ і втягується в "футляр" в горлі, коли не використовується. Складна система м'язів забезпечує ці рухи. Число хребців у М. temmincki - 48: 7 шийних, 12 грудних, 5 поперекових, 3 крижових і 21 хвостовий хребець. Самиці мають дві грудні молочні залози.

## Поведінка і відтворення
Тварини проводять денний час у підземних норах. Самиця народжує одне дитинча на рік після вагітності близько 140 днів.  М. temmincki часто живуть поруч з джерелом води, добре плавають, а іноді і вивалюються в багні. Хоча це нічний вид, взимку виявляє сутінкову активність. Як правило, вони ходять повільно і здатні на двоногу ходьбу та біг. Під час ходьби, їх голова хитається з боку в бік, а їх хвіст тягнеться по землі за ними, часто залишаючи за собою слід. Самиці носять їх потомство, що чіпляється до їх спинами. Дуже молоді панґоліни чіпляються до основи хвоста. Під час пошуків їжі М. temmincki постійно принюхується, покладаючись на нюх, щоб знайти здобич. Коли гніздо мурашок або термітів знайдене, М. temmincki відкриває його за допомогою його передніх кігтів і передніх лап. Отвори гнізда пронюхуються і язик вставляється в ті, які містять велику кількість комах. Споживання їжі продовжується до тих пір, поки надходження мурах не буде вичерпано, потім процес повторюється. Гнізда мурах і термітів не повністю руйнуються і колонії повинні бути в змозі швидко відновити гнізда й замінити спожитих особин.

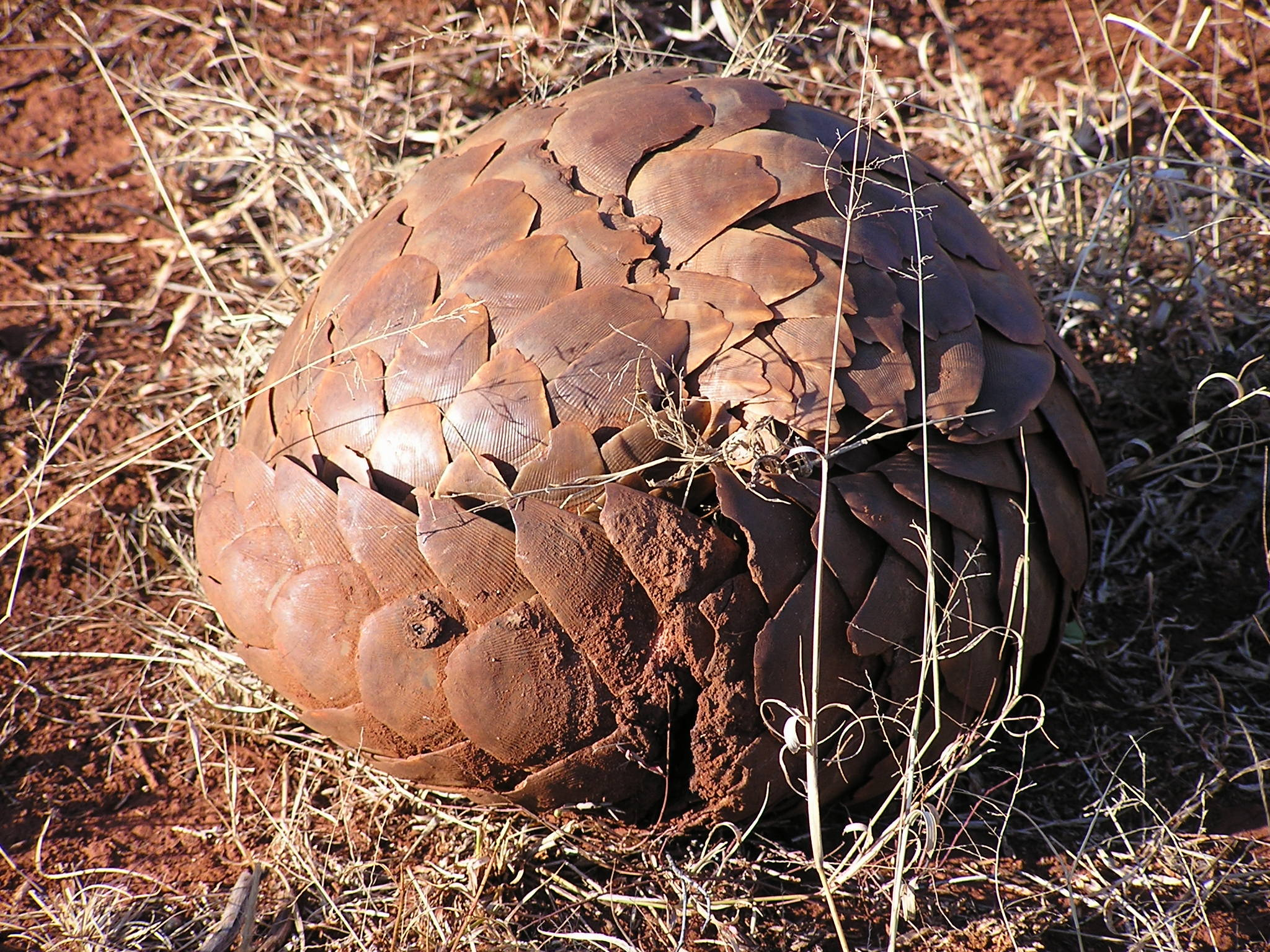
Manis temmincki згорнений в клубок

 Спить цей ссавець зазвичай згорнувшись калачиком. У жаркий день М. temmincki спостерігався лежачим на спині, виставляючи не вкритий лусками живіт, щоб охолодитись.

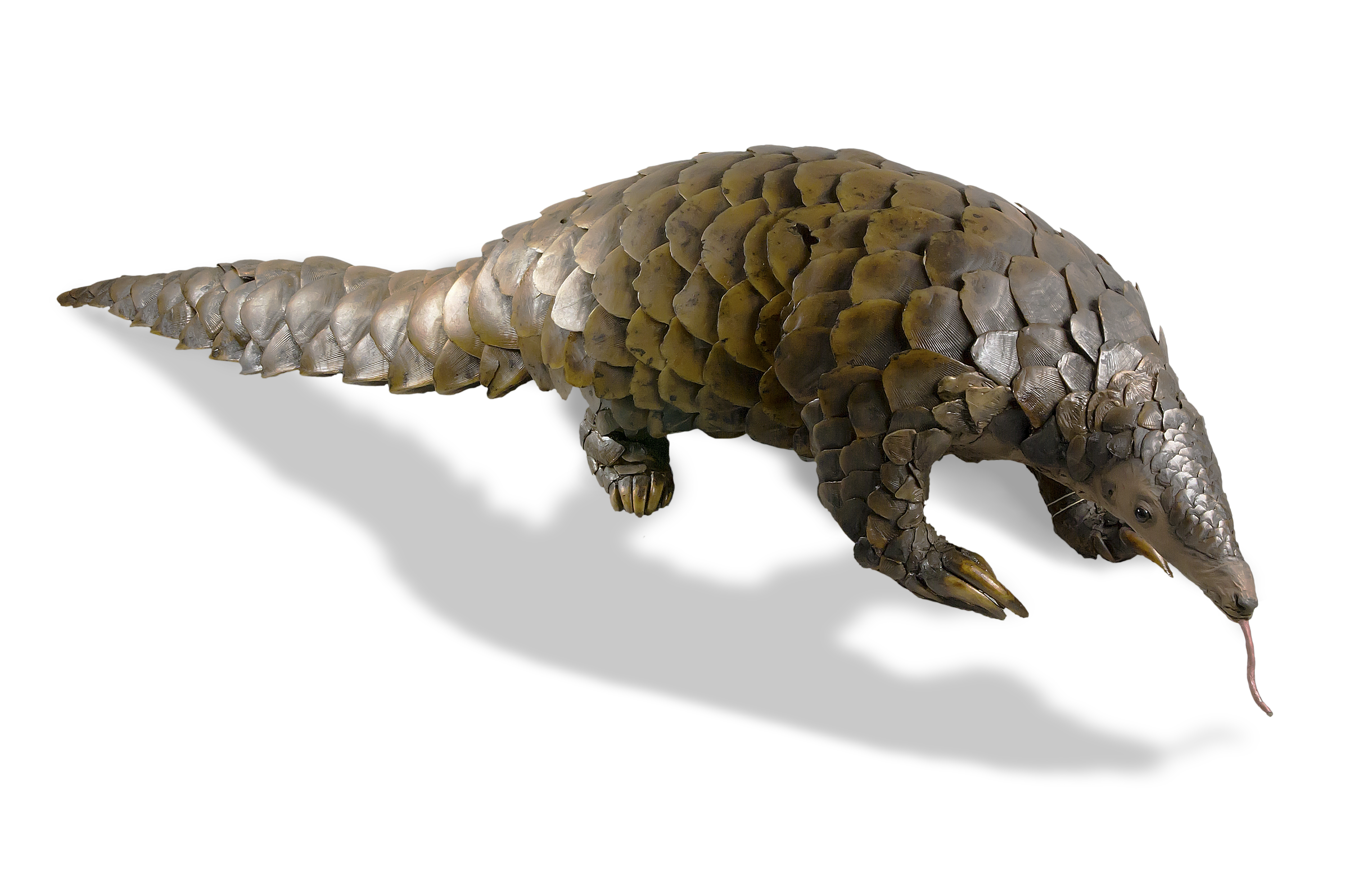
Manis temminckii - Тулузький музей

## Загрози та охорона
На цей вид вибірково полюють заради м'яса і лусок (для прикрас) і використовують для традиційної медицини в ряді країн. Інші відомі загрози це отруєння пестицидами та електричні паркани. Проживає в багатьох національних парках та інших природоохоронних територіях (наприклад, Національний парк Крюгера, ПАР).

## Виноски
1. 1 2 3  Вебсайт [Архівовано 20 липня 2011 у Wayback Machine.] МСОП
2. 1 2  Martha E. Heath Manis temminckii / Mammalian Species No. 415, 1992, pp. 1–5